# Ables
Ables es una parroquia del concejo de Llanera, en el Principado de Asturias (España). Alberga una población de 364 habitantes (INE 2011) en 139 viviendas. Ocupa una extensión de 3,01 km².
Está situada a 1 km de la capital, en la zona sur del concejo. Limita al norte con la parroquia de Rondiella; al noreste, con la de Lugo; al este, con la de Cayés; al sur, con la de Villapérez, en el concejo de Oviedo; y al oeste, con la de San Cucufate de Llanera, también conocida como San Cucao.

## Poblaciones
Según el nomenclátor de 2011 la parroquia está formada por las poblaciones de:
- Ables (lugar): 94 habitantes.
- Andorcio (lugar): 82 habitantes.
- Lineres (Llineres) (aldea): 67 habitantes.
- Peruyeres (casería): 1 habitantes.
- Portiella (aldea): 115 habitantes.
- Regidorio (El Roxidoriu) (lugar): 5 habitantes.